# 安藤覚

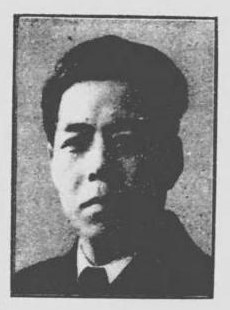
安藤覚

安藤 覚（安藤 覺、あんどう かく、1899年（明治32年）6月16日 - 1967年（昭和42年）11月27日）は、昭和期の僧侶、政治家。衆議院議員（5期）。僧名は覚堂。

## 来歴
神奈川県愛甲郡小鮎村（現厚木市）に生まれる。1925年、日本大学専門部宗教科卒業。神奈川県愛甲郡依知村（後厚木市に編入）の曹洞宗安竜寺、同広徳寺の住職を務める。
萬朝報や読売新聞の記者を務め、後に読売新聞社政治部長・編集局次長、日本大学新聞研究室講師、神奈川民声新聞社社長、神奈川中央交通、小田急運送各取締役、神奈川県仏教連盟、同青年連盟各理事となる。
1942年の第21回衆議院議員総選挙では翼賛政治体制協議会推薦で神奈川県3区から立候補して初当選するが、戦後公職追放処分となる。
追放解除後に第25回衆議院議員総選挙に神奈川3区から立候補するも落選するが、次の第26回衆議院議員総選挙では当選して政界復帰、以後第27回、第29回、第30回で当選、通算5期当選を果たした。当初は自由党に属していたが、鳩山一郎を支持して吉田茂と対抗し、ついには三木武吉、河野一郎らとともに離党して日本自由党を結成した（「八人の侍」）。
その後、日本民主党、自由民主党に属して鳩山政権実現のために尽力し、第1次鳩山内閣では厚生政務次官となった。後に衆議院外務委員長、日韓問題特別委員長などを務めた。1967年1月の第31回衆議院議員総選挙では同じ選挙区で立った河野洋平（一郎の子）らに敗れて次点で落選した。
1967年11月27日、死去した。68歳没。翌28日、特旨を以て位記を追賜され、死没日付をもって正四位勲二等に叙され、旭日重光章を追贈された。

## 人物
趣味は絵画、旅行。家族は妻、息子、長女がいる。神奈川在籍で、住所は東京赤坂榎坂町。